# Heraldik

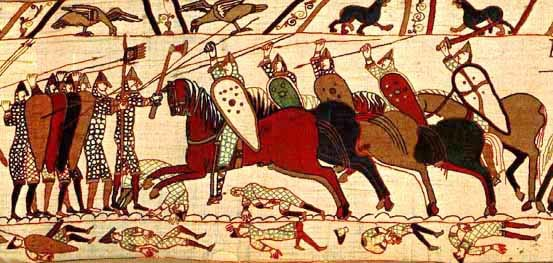
Riddare med målade sköldar från Bayeuxtapeten (tillverkad cirka år 1077).

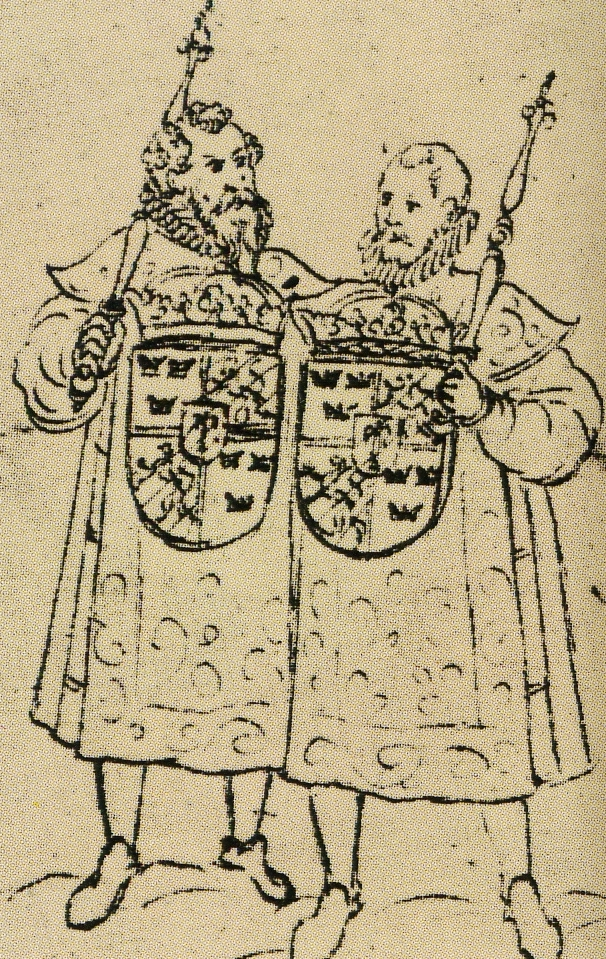
Två härolder med svenska riksvapnet på sina häroldskåpor, teckning från 1594.

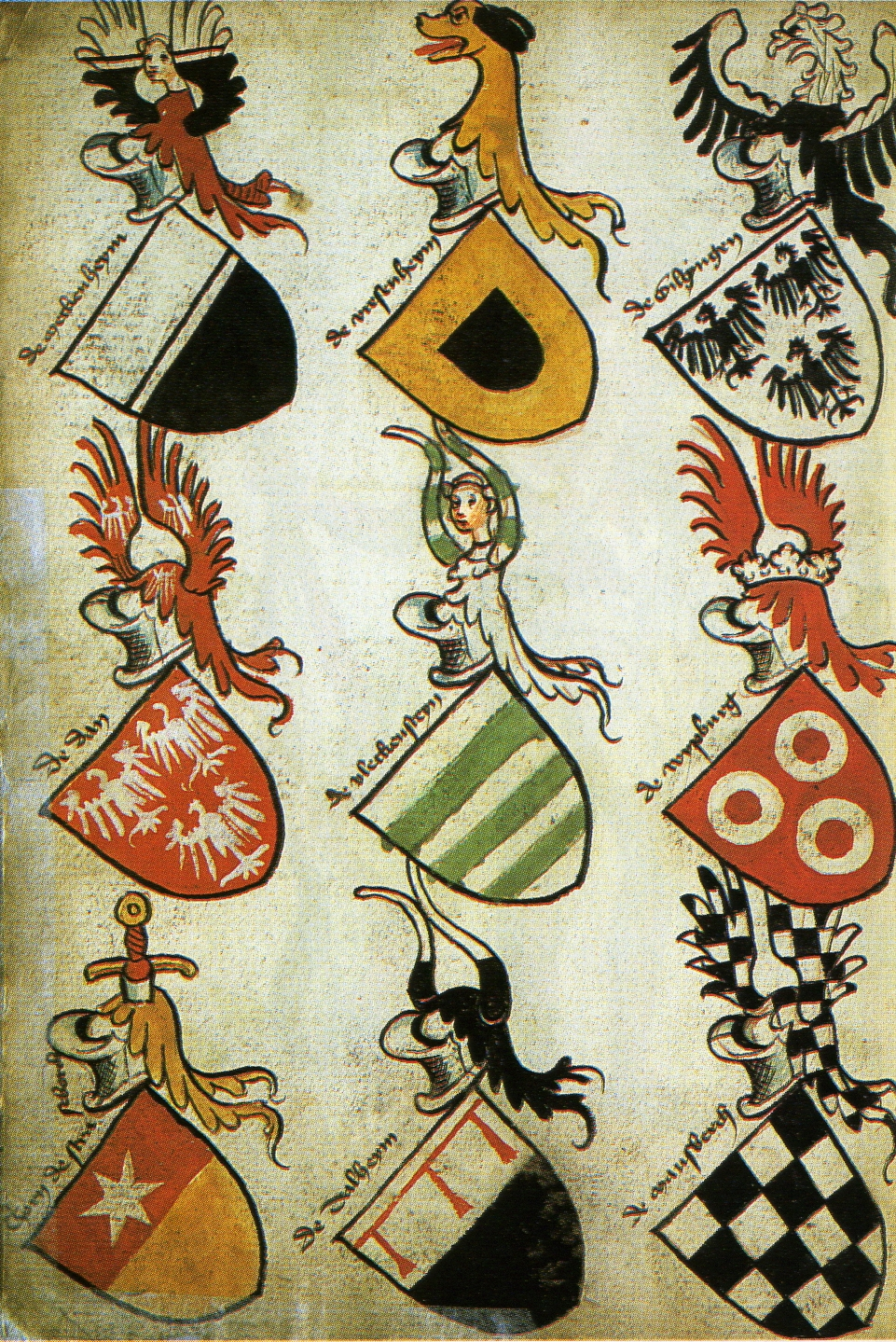
Tyska Hyghalmen Roll från sent 1400-tal.

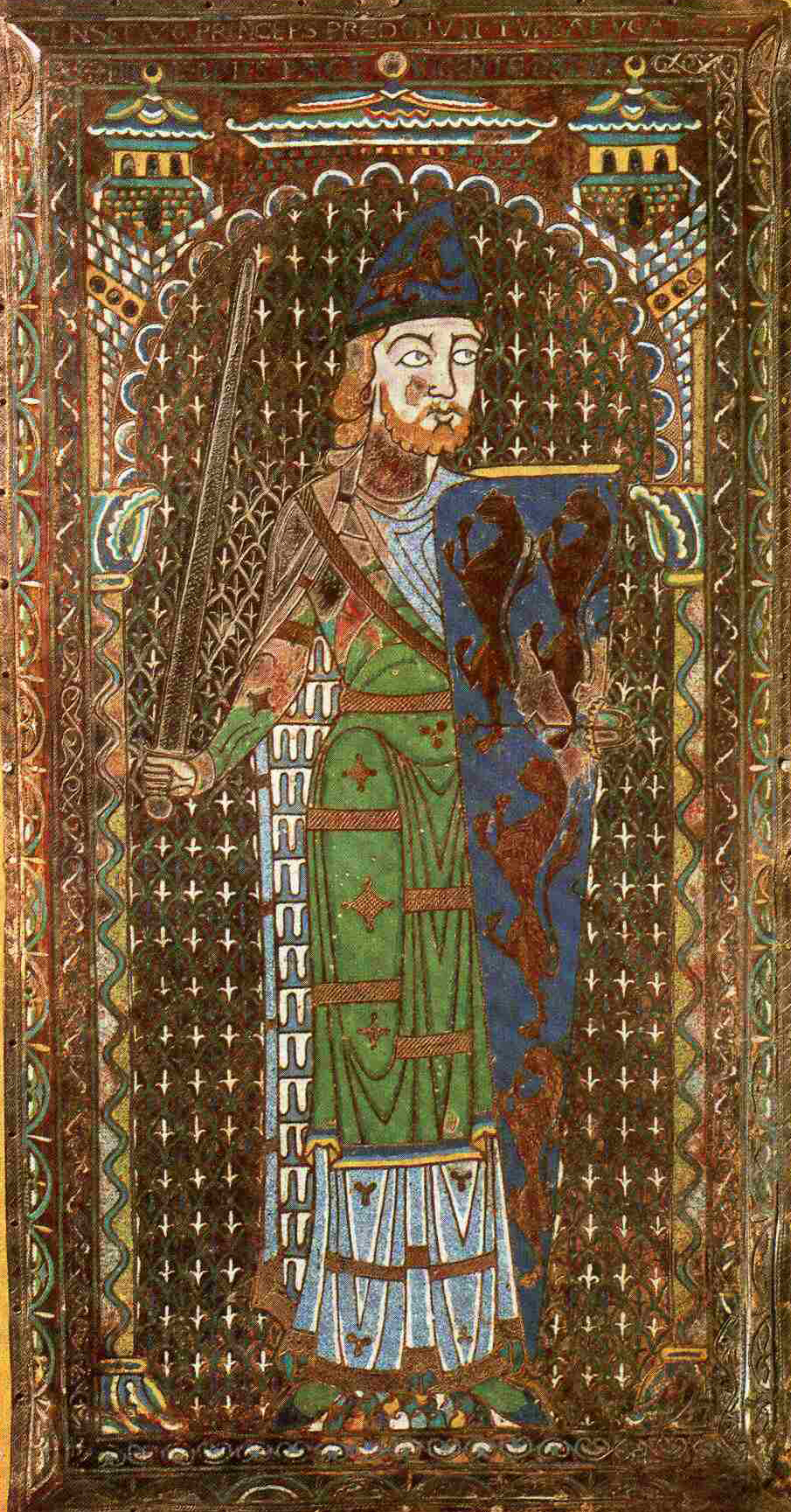
Emaljmålning föreställande Gottfrid av Anjou (1113–1151) på dennes grav i katedralen i Le Mans.

Sveriges riksvapen är ett exempel på modern heraldik. Detta är försett med sköldhållare och vapenmantel.

Cyperns statsvapen är ett annat exempel på modern heraldik. Detta är försett med lagerkrans och fredsduva för att visa förhoppningar om en fredlig och hoppfull framtid. Siffror, bokstäver och liknande tecken som en del av sköldinnehållet är ovanligt inom heraldiken och anses ofta som mindre god heraldik.

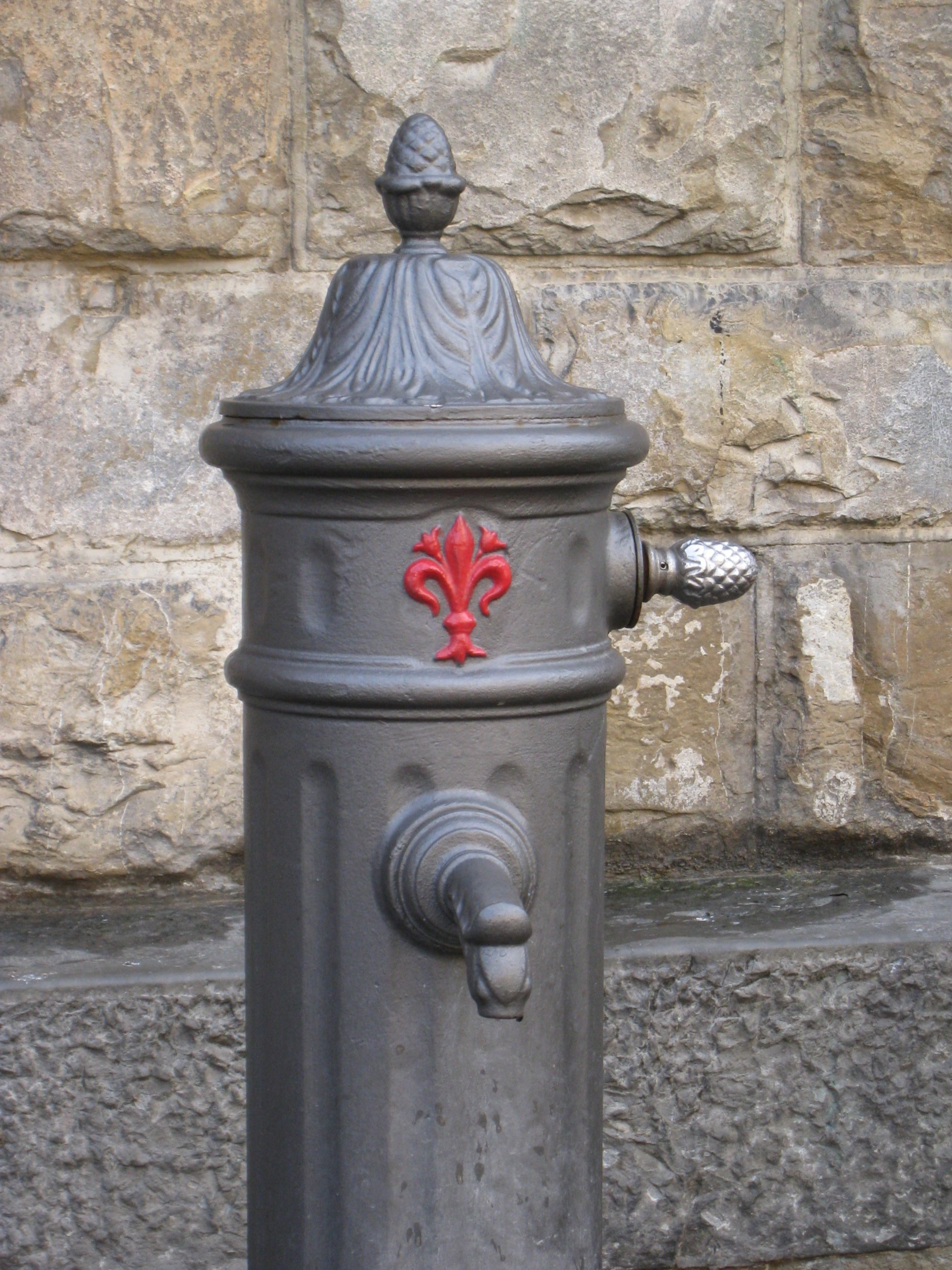
Dricksvattenfontän i Florens som visar stadens emblem - en röd heraldisk lilja.

Heraldik är läran om den typ av märken som kallas vapen och deras historia, men framför allt regelverket för hur de utformas och används. Inom heraldiken finns också en särskild terminologi, vilken underlättar blasonering (beskrivning) samt jämförelse mellan likartade vapen.
Den som fackmässigt – vetenskapligt eller konstnärligt – ägnar sig åt heraldik kallas heraldiker. Under medeltiden växte häroldsämbetet fram, vars innehavare hade såväl ceremoniella och heraldiska funktioner, som uppgiften som sändebud. Titeln vapenkung kunde även användas för den främste av härolderna (och i Storbritannien gäller ännu titeln King of Arms). Ingen känd vapenkung kan knytas till det svenska hovet och när Sverige under 1600-talet utvecklade en statlig heraldisk myndighet kom titeln riksheraldiker att användas. Vapenkungar är däremot kända i Danmark från mitten av 1400-talet och hade under Kalmarunionens tid även överinseende över Sverige.  1953 upphörde riksheraldikerämbetet och funktionen ersattes av en tjänsteman vid Riksarkivet med titeln statsheraldiker. Denne har idag till sin hjälp en biträdande statsheraldiker samt en heraldisk konstnär och lyder under Heraldiska nämnden. Vid kungl. hovstaterna finns en särskild vapenmålare vid Kungl. Maj:ts orden som har ett visst ansvar för heraldiken inom ordensväsendet.

## Vad som gör ett vapen heraldiskt
Den enda nödvändiga och alltid centrala delen av ett vapen är vapenskölden. Skölden kan sedan omges av ytterligare symboler, såsom en hjälm eller krona ovanpå skölden, sköldhållare vid sidan om eller bakom skölden, devisband, ordenstecken med mera. Av hävd gäller att ju högre rang, enligt det gamla ståndssamhället, ägaren till ett vapen har, desto flera bisymboler kan han utrusta vapnet med; detta var förr också reglerat i lag. Också detaljutformningen av många bisymboler, särskilt hjälmar och kronor, används för att upplysa om ägarens rang eller natur – varje adlig och furstlig rang har sin rangkrona, en stad kan ha murkrona.

## Vapenrätt
Vapnet kan vara personligt, användas av en släkt, ett territorium (till exempel ett landskap), en stat, en kommun, en myndighet eller annan juridisk person. Svenska och andra europeiska adelssläkter har alltid vapen, men även många icke-adliga (ofrälse) använder dem. Icke-adligas person- eller släktvapen kallas vanligen borgerliga vapen.
Heraldiken uppstod i Europa under medeltiden som ett sätt att känna igen och skilja mellan olika baroner och deras riddare. Liknande symbolspråk hade använts tidigare, men med riddarna helt klädda i rustning blev det viktigt att använda någon typ av symboler för att på ett enkelt sätt skilja mellan vän och fiende. I den ridderliga kulturen utvecklades så heraldiken till att bli ett eget formspråk med alldeles särskilda regler, vilket framför allt blomstrade under tornerspel.
Exakt när bruket av sköldar för enskilda personer började är osäkert. Bayeuxtapeten, som tillverkades kort tid efter slaget vid Hastings år 1066 visar riddare med målade sköldar, men dessa vapen var inte ärftliga. Tvärtom för en och samma person olika sköldmotiv varje gång han avbildas. Den ärftliga heraldiken bör således ha uppkommit efter 1066 – åtminstone i nuvarande nordvästra Frankrike, som då var ett viktigt kulturområde.
En bland heraldiker utbredd åsikt är att det första källbelagda vapnet är den sköld med i blått fält sex gyllene lejon, ställda 3, 2, 1, som greve Gottfrid av Anjou (död 1151) fick i samband med att hans svärfar kung Henrik I av England dubbade honom till riddare år 1128, ett vapen som avbildats i heraldisk litteratur av bland andra heraldikerna Michel Pastoureau och Ottfried Neubecker och gäller som det äldsta avbildade vapnet även om åsikterna går isär angående dess ålder, vilken av olika heraldiker anges från 1127 till 1150-talet. Det är från denna tid ovanligt att man avbildar vapnen, och från såväl kontinenten som i Sverige känner vi till vapnen endast från när ägaren beseglat dokument med sina vapenprydda sigill varför det saknas kunskap om tinkturen (färgerna) på våra äldsta vapen, eftersom vår enda kunskap om dem, är från ägarens sigillstamp där ett avtryck av dem i lack, vax eller liknande material har intygat äktheten hos ett dokument. Troligt är att ägarna på sina sköldar har använt olika färger på vapenmärken, vi vet bara inte vilka. Av den anledningen är målningen med greve Anjous vapen unik, den visar inte bara vapnets innehåll och utformning, utan även vilka färger som använts.

## Finland
I Finland brukade frälsesläkterna och kyrkan samt vissa världsliga institutioner under medeltiden vapen och sigill med heraldiska motiv. Likaså hade städernas borgare och även vissa storbönder tidigt egna vapen och sigill. De äldsta stadsvapnen i Finland återgår på de sigill städerna började använda under medeltiden. Landskapsvapnen härstammar från mitten av 1500-talet och storfurstendömet Finlands lejonvapen från omkring 1580.
Under de följande århundradena var bruket av heraldiska vapen rätt allmänt. Det allmäneuropeiska förfallet inom vapenkonsten gjorde sig påmint mot slutet av 1700-talet, och under det följande århundradet gick heraldiken inte nämnvärt framåt. Ett uppsving för den heraldiska forskningen skedde i slutet av 1800-talet, då bland andra historikerna Karl Bomansson, Reinhold Hausen och George Granfelt publicerade och delvis normaliserade både territoriella och släktvapen med anknytning till Finland.
En period av hektisk verksamhet vidtog sedan landet blivit självständigt och nya tillämpningsområden tillkom. Uppgiften att skapa ordensinsignier för riddarordnarna Frihetskorset och Finlands Vita Ros anförtroddes konstnären Axel Gallen-Kallela, verksam även som designer av arméuniformer. Flaggfrågan löstes utgående från en tradition, som härstammade från mitten av 1800-talet. Bland övriga konstnärer som blivit kända som heraldiska formgivare märks Carolus Lindberg, Eric Ehrström, Aarno Karimo, Olof Eriksson, Ahti Hammar, Gustaf von Numers och Kaj Kajander.
Heraldiken upplevde på 1950- och 1960-talet en renässans i Finland på grund av tillkomsten av talrika nya kommunvapen. Sedan en lag om kommuns rätt att anta och använda kommunvapen trätt i kraft 1949 fick under en period av omkring 20 år samtliga drygt 500 kommuner i landet egna vapen, vilket hade en livgivande effekt på den heraldiska verksamheten även på andra områden.
Sakkunnigorgan för heraldiska frågor i Finland är Riksarkivet. Sedan 1957 har i anslutning till detta funnits en heraldisk kommission, från 1988 heraldiska nämnden, sammansatt av heraldiska sakkunniga från olika områden. Inom det heraldiska området verkar även Heraldiska sällskapet i Finland.

## Sverige
Sveriges äldsta kända adliga vapensköld är känd som ett sigill från 1219 och tillhörde släkten Boberg. Den avbildar en lilja mellan två hjorthorn. 
En stor del av de svenska adliga ätternas vapen härstammar från stormaktstiden, när heraldiska vapen hade upphört att ha någon militär betydelse, utan främst användes som statussymbol. Ett stort användningsområde var vid begravningar, då konstfärdigt snidade avbildningar hängdes upp på väggarna i kyrkan. Stormaktstiden var även den period då det ofrälse bruket av heraldiska vapen och sigill var som störst.
Sveriges äldsta bevarade borgarsigill är från 1297, när köpmannen Johan Skule i Västerås sätter sitt sigill under en urkund.

### Modern heraldik
Heraldiska vapens funktion kan idag jämföras med såväl namn, flaggor som varumärken. I Sverige får vem som helst ta ett eget vapen, även om det finns vissa attribut som är förbehållna staten, kungahuset respektive adeln. Ett nytt vapen skall heller inte vara för likt något redan existerande, eftersom det medför risk för sammanblandning.
Någon central organisation finns inte i Sverige för granskning eller godkännande av nya vapen, utan den som önskar rådgivning får vända sig till någon heraldiker eller intresseorganisation. Något fullgott juridiskt skydd för vapen liknande det varumärkesrättsliga finns inte heller; endast innehavarna av de gamla adelsvapnen har praktisk möjlighet att bestrida intrång, och även för dessa är möjligheterna små. I tvistefall har statsheraldikern möjlighet att ingripa, vilket också har skett, men verkan av dennes yttranden är beroende på domstolens inställning. Nyantagna vapen offentliggörs i Norden genom på privat väg utgivna vapenrullor, främst genom stiftelsen Skandinavisk vapenrulla och Svenskt vapenregister vars huvudmän är Svenska Heraldiska Föreningen och Heraldiska samfundet i samarbete med Svenska nationalkommittén för genealogi och heraldik som står under insyn av Kungliga Vitterhets Historie och Antikvitets Akademiens verksamhet.
För ett säkrare juridiskt skydd krävs registrering av vapnet som varumärke. Det är den enda möjligheten som ges i Sverige och större delen av EU för närvarande, vilket kan diskuteras, eftersom det immateriella värdet hos ett vapen (som är fastställt till sitt innehåll men kan variera i konstnärligt utförande) inte är detsamma som hos ett ordinärt varumärke (som alltid fastställs till sin form, sitt exakta utseende).
Liknande situationer råder i andra länder. Endast i Skottland finns en juridisk instans (Lord Lyon) som kan registrera vapen och ingripa mot obehörigas vapenintrång.

## Heraldisk färganvändning
Huvudartikel: Tinktur (heraldik)
Begreppet färg har en särskild betydelse inom heraldiken. Inom just heraldiken är färgerna indelade i två grupper, färger och metaller. Ett samlingsnamn för färger och metaller inom heraldiken är tinkturer. Begreppen används ibland på liknande sätt även inom vexillologin.
En grundläggande regel inom heraldiken är att två färger inte får gränsa intill varandra, utan måste skiljas av en metall och att två metaller inte heller får gränsa till varandra, utan måste skiljas med en färg. Denna regel kallas tinkturregeln. Tanken är att vapnet skall bli tydligare och lättare att urskilja på långt håll eller i förminskat format, när de ljusa metallerna kontrasterar mot de mörkare färgerna. Många undantag finns dock från tinkturregeln, särskilt i fall där exempelvis en vapenbild är överlagd med en annan, så att den överlagda bilden också gränsar mot bakgrundsfältet. Tinkturregeln tillämpas dessutom något olika i olika länder.
De symboliska betydelser som anges för varje metall och färg nedan skall inte på något sätt ses som ständiga betydelser för dessa tinkturer. Tvärtom är det vanligare att tinkturerna ges en särskild betydelse i varje enskilt vapen eller inte har någon särskild betydelse alls. Tinkturernas betydelseinnehåll är skapat av vissa heraldiska teoretiker som har velat inordna heraldiken i striktare normer än vad de heraldiska vapnen egentligen har. 

### Metaller
- Silver - visdom, kyskhet, dygd
- Guld - stolthet, tradition, makt

### Färger
- Blå - trofasthet, beständighet
- Svart - sorg
- Röd - offerfrivillighet,  kärlek, även hat
- Grön - skönhet, glädje

Om metallerna inte kan återges, till exempel i tryck, må vitt användas som substitut för silver, och gult som substitut för guld. Vitt och gult ska aldrig användas i betydelsen tinktur.
I svart/vitt tryck symboliseras de olika tinkturerna och metallerna med olika typer av skrafferingar, alternativt att färger återges som svart och metaller som vitt/otryckt.
En lång tradition finns beträffande de heraldiska färgernas nyanser. Man talar sålunda ibland om heraldiskt blått, heraldiskt rött och så vidare. De heraldiska nyanserna skall vara de optiskt mest blå, mest röda och så vidare, även om ljusstyrkan kan skilja sig något åt från framställning till framställning.
Även andra färger kan förekomma inom heraldiken, även om de är mindre vanliga och ibland bara förekommer inom ett enstaka lands heraldiska tradition. Färger utöver de ovan uppräknade är exempelvis rosa (i Kanada), orange (främst i Nederländerna) och purpur.